# اسپرینگفیلد (حوزه سرشماری)، ورمانت
اسپرینگفیلد (به انگلیسی: Springfield) یک منطقهٔ مسکونی در ایالات متحده آمریکا است که در Springfield واقع شده‌است. اسپرینگفیلد ۶٫۱ کیلومتر مربع مساحت و ۳٬۹۷۹ نفر جمعیت دارد و ۱۲۲ متر بالاتر از سطح دریا واقع شده‌است.